# 萊爾德冰川
萊爾德冰川（英語：Laird Glacier），是南極洲的冰川，位於杜費克海岸，全長6公里，流經支持者山脈，最終在蘭弗利角東南面7公里注入凱爾蒂冰川，現時由南極條約體系管理。